# Valentin-Marie Rageot de La Touche
Pour les articles homonymes, voir Touche.
Valentin-Marie Rageot de La Touche (Toulon, 8 avril 1858 - en mer, 18 mars 1915) est un officier de marine et aérostier français.

## Biographie
Fils de Charles Guillaume Germain Rageot de La Touche, lui-même officier de marine, il entre à l'École navale en octobre 1875 et en sort aspirant de 1re classe en octobre 1878. Il sert alors en mission hydrographique à Terre-Neuve sur l'Ariège. Passé sur la Magicienne aux Antilles, il est nommé enseigne de vaisseau en octobre 1880 puis, sur la canonnière Léopard en escadre de Méditerranée, est chargé de l'artillerie et participe lors de l'expédition de Tunisie aux bombardements de Sfax et de Gabès. 
En 1882, il embarque sur le Forbin à la division du Levant puis est en 1883 sur le croiseur Tourville à la division des mers de Chine où second de la compagnie de débarquement, il prend part à plusieurs opérations à terre au Tonkin. Lieutenant de vaisseau (décembre 1885), second de l'Ariège sur les côtes occidentales d'Afrique, il passe sur le Mytho en 1886 en Indochine puis se bat de nouveau au Tonkin. 
Sur le Trident en escadre d'évolutions (1887), il suit en 1888 les cours de l’École de canonnage sur la Couronne dont il sort breveté pour commander alors une escouade d'apprentis canonniers. Second du vaisseau Saint-Louis (en) à Toulon (1889), il s'occupe de recherches d'aérostation et suit des stages à Chalais-Meudon. Breveté aérostier en février 1892, il devient directeur adjoint du port de Toulon et y est chargé du parc d'aérostation. 
Il sert ensuite à l’École des torpilles sur l'Algésiras dont il supervise l'armement et le montage des appareils électriques (1894) puis s'occupe des torpilles du Brennus, rôle qui lui vaut les félicitations du ministre (juillet 1896). 
Officier canonnier du cuirassé Formidable (1897), il commande de 1898 à 1900 l'aviso à roues Jouffroy à la station locale de Guyane et obtient en mai 1898 un témoignage de satisfaction pour le sauvetage d'un navire en perdition à cause d'une importante avarie de machines. Rageot de La Touche travaille aussi activement à la délimitation de la frontière entre la Guyane et le Brésil et pour ce service, reçoit de nouveaux remerciements du ministre des Affaires étrangères (octobre 1900).
Officier canonnier sur le croiseur Chanzy en Méditerranée (1901), promu capitaine de frégate en avril 1903, il devient en 1904 le second du Borda et de l'École navale puis commande un groupe de bâtiments en réserve spéciale à Toulon (1906) avant d'être nommé en 1907 au commandement de l'aviso Manche en Indochine où il hydrographie les côtes d'Annam. 
Commandant du croiseur Chasseloup-Laubat en Méditerranée (1909), capitaine de vaisseau (septembre 1910), il commande le croiseur cuirassé Bruix en réserve à Toulon puis en 1912 le cuirassé Bouvet à la division de complément de l'armée navale en Méditerranée. 
Au début de la Première Guerre mondiale, il est envoyé aux Dardanelles. Malgré le très mauvais état de son bâtiment, il tient à participer, sous les ordres d'Émile Guépratte à la tentative de forcement des passes par la marine franco-britannique. Le 18 mars 1915, par la qualité de son tir, il détruit plusieurs batteries turques mais heurte une mine. Le Bouvet chavire et sombre en quelques minutes, entraînant la mort de son commandant et de pratiquement l'ensemble de son équipage (45 rescapés et 639 victimes).

## Récompenses et distinctions
- Chevalier (10 juillet 1891) puis officier de la Légion d'honneur (11 juillet 1909) ;
- Officier d'Académie ;
- Une avenue de Toulon a été nommée en son honneur ;
- Classe Rageot de La Touche.